# Walter Weiß
Walter-Otto Weiß foi um comandante da Wehrmacht durante a Segunda Guerra Mundial. Ele se tornou o Comandante em Chefe do Grupo de Exércitos Norte no Fronte Oriental em 1945.